# ジャン・ヌヴー
ジャン＝ポール・ヌヴー（Jean-Paul Neveu, 1918年2月20日 - 1949年10月28日）は、フランスのピアノ奏者。
パリに生まれる。パリ音楽院でイヴ・ナットにピアノを師事。1942年から妹ジネットの専属の伴奏者となり、彼女のリサイタルや録音などで活躍した。1949年、妹と共にアメリカに演奏旅行に出かける最中に、サンミゲル島で搭乗中の飛行機が墜落事故を起こし、妹らと運命を共にした。

## 註
1. ↑  arsc-audio.org

| スタブアイコン | サブスタブ | この項目は、まだ閲覧者の調べものの参照としては役立たない、人物に関連した書きかけの項目です。この項目を加筆・訂正などしてくださる協力者を求めています（P:人物伝/PJ:人物伝）。 |